# Dorfkirche Sanitz

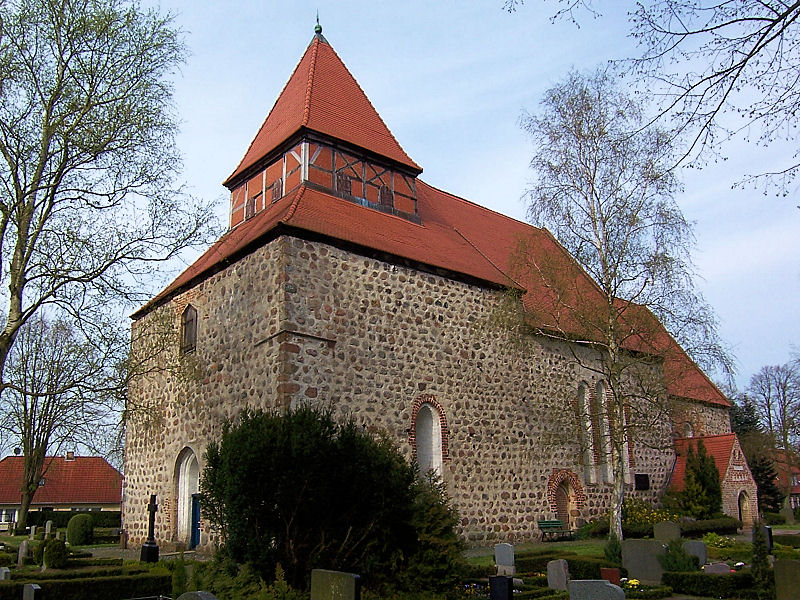
Dorfkirche Sanitz (2008)

Die Dorfkirche Sanitz ist eine der Kirchen der Evangelisch-lutherischen Kirchengemeinde Sanitz im Landkreis Rostock. Die Kirchengemeinde gehört zur Propstei Rostock im Kirchenkreis Mecklenburg der Evangelisch-Lutherischen Kirche in Norddeutschland (Nordkirche).

## Geschichte
Sanitz wurde schon 1256 als Kirchdorf genannt. Grund des urkundlichen Nachweises war die Zuweisung der Kirche in Dänschenburg als Sanitzer Tochterkirche. Erneute Erwähnung fand die Kirche Sanitz anlässlich eines Vertrages vom 2. Juni 1291, in dem Heinrich von Werle dem Bischof von Schwerin gegenüber seinem Mündel Nikolaus von Rostock das Patronatsrecht sicherte, das seitdem vom Landesherren gehalten wurde. Als Vasallen waren im 14. Jahrhundert verschiedene Familien verzeichnet. Durch Erbfolge gelangte das Dorf in den Besitz des Klosters Doberan, zu dem es bis zur Reformation gehörte.

## Baubeschreibung

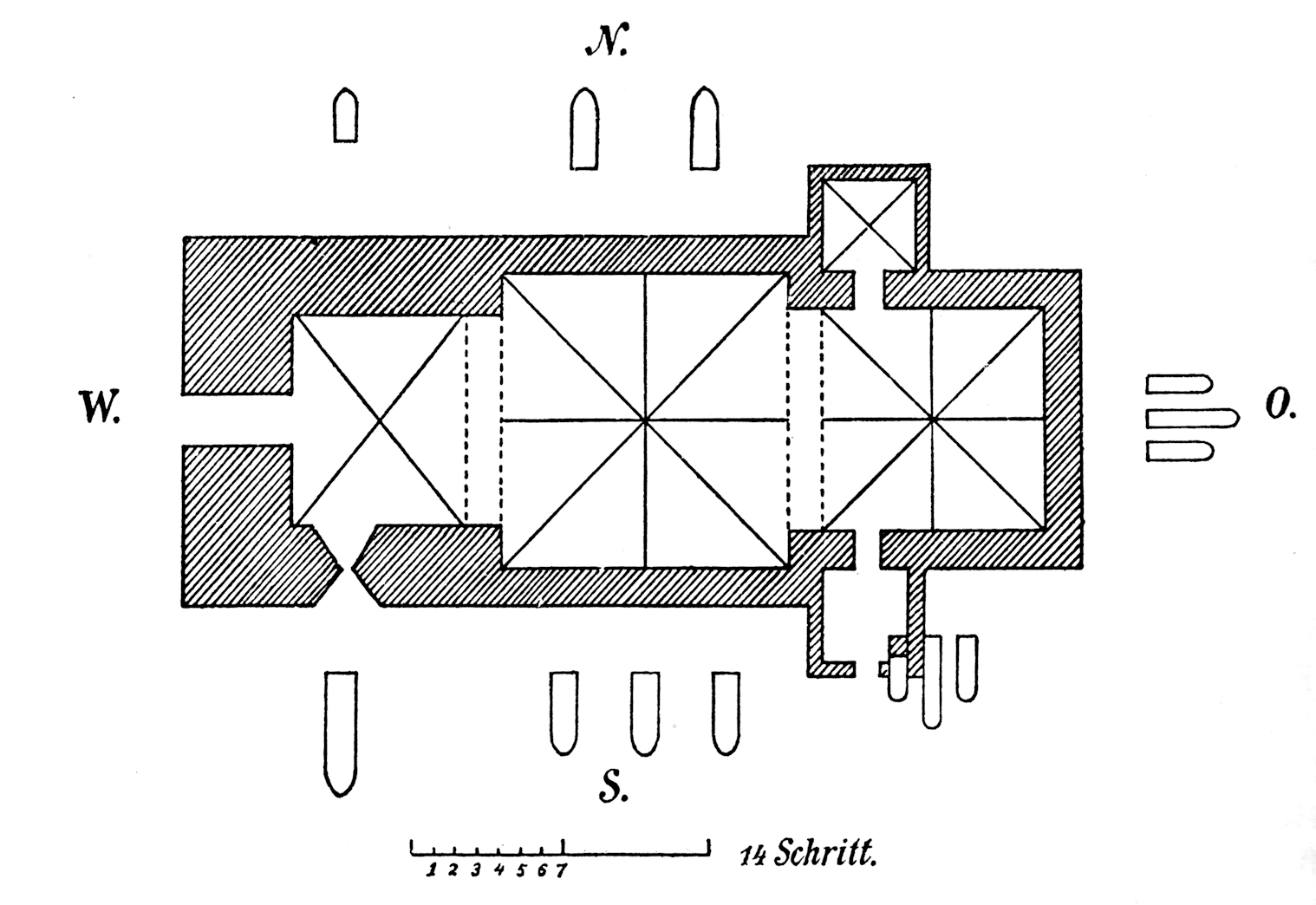
Grundriss nach Schlie

Die Kirche im Übergangsstil von der Romanik zur Gotik ist aus Feldsteinen errichtet, wobei die Ecken und Kanten aus behauenen Steinen gebildet werden. Der Bau besteht aus in gleicher Höhe liegenden Chor, Langhaus und Turm. Das untere Stockwerk des massiven Turms ist eingezogen und wird mit einem vierteiligen Gewölbe gedeckt, Langhaus und Chor mit einem achtteiligen Gewölbe. In den Fensterlaibungen wurde Backstein verwendet. Die Fenster haben die Form von rundbogig geschlossenen Schlitzen, auf der Süd- und Ostseite des Chors sind sie in Dreiergruppen angeordnet, die Nordseite des Chors ist ohne Fenster. Die Fenster im Langhaus deuten schon den gotischen Spitzbogen an. Die Stärke der Turmmauern geben zur Vermutung Anlass, dass ein höherer Turm geplant war, stattdessen wird der gedrungene Turm durch einen niedrigen Fachwerkhelm abgeschlossen. Der Übergang zwischen Turm und Langhaus ist wie der Triumphbogen zum Chor mit einem Spitzbogen gestaltet. Nördlich des Chors ist eine Sakristei, südlich eine Vorhalle angebaut.

## Inneneinrichtung
Der Altar von 1811 ist ein Werk im klassizistischen Stil mit Gemälden des mecklenburger Hofmalers Rudolph Suhrlandt, die im Untersatz das Heilige Abendmahl und im Aufsatz das Leiden Christi am Ölberg zeigen. Rechts und links davon sind je zwei Säulen mit korinthischen Kapitellen und aus Holz geschnitzte Figuren angeordnet, die Glaube, Liebe, Hoffnung und Geduld verkörpern. Der Altar wurde vom Hauptmann von Koppelow aus Reppelin gestiftet. Die Kanzel von 1694 ist im Barockstil gefertigt. Die Orgel ist ein Werk von Sauer Orgelbau aus dem Jahr 1969 mit sechs Registern auf einem Manual und Pedal.